# Грабець (Сілезьке воєводство)
Грабець (пол. Grabiec) — село в Польщі, у гміні Щекоцини Заверцянського повіту Сілезького воєводства.
Населення — 210 осіб (2011).
У 1975-1998 роках село належало до Ченстоховського воєводства.

## Демографія
Демографічна структура станом на 31 березня 2011 року:
|          | Загалом | Допрацездатний вік | Працездатний вік | Постпрацездатний вік |
| -------- | ------- | ------------------ | ---------------- | -------------------- |
| Чоловіки | 105     | 13                 | 77               | 15                   |
| Жінки    | 105     | 18                 | 55               | 32                   |
| Разом    | 210     | 31                 | 132              | 47                   |